# Антонов, Владимир Сергеевич (писатель)
Владимир Сергеевич Антонов (9 октября 1943, Москва — 7 мая 2020, Краснодар) — русский советский писатель, прозаик, журналист-международник и историк спецслужб, полковник внешней разведки. Член Союза журналистов СССР (с 1991 года Союза журналистов России) и Союза писателей России. Лауреат Премии СВР за лучшие произведения в области литературы и искусства (2003).

## Биография
Родился 9 октября 1943 года в Москве.
С 1961 по 1966 год обучался в Высшем пограничном командном училище имени Ф. Э. Дзержинского. С 1966 по 1969 год служил на офицерских должностях в Отдельном Краснознамённом полку специального назначения КГБ при Совете Министров СССР. С 1969 по 1972 год проходил обучение в Краснознамённом институте имени Ю. В. Андропова КГБ СССР. С 1972 года направлен для службы в Первое главное управление КГБ СССР, работал по линии внешней разведки. С 1974 по 1980 год в качестве журналиста-международника работал в Швейцарии корреспондентом ТАСС . С 1984 по 1990 год работал в Брюсселе корреспондентом газеты «Известия». С 1992 года полковник В. С. Антонов работал сотрудником пресс-бюро Службы внешней разведки Российской Федерации, консультантом при директоре СВР России и начальником Кабинета истории внешней разведки
Член Союза журналистов СССР (с 1991 года Союза журналистов России) и Союза писателей России. В. С. Антонов принимал участие и являлся членом авторских коллективов многотомных изданий «Органы госбезопасности в Великой Отечественной войне» (десятитомник) и «Очерки истории российской внешней разведки» (шеститомник). В. С. Антонов являлся автором книг о биографиях известных разведчиках, такие как: «Эйтингон» (2017), «Кембриджская пятерка», «Павел Судоплатов» и «Конон Молодый» (2018), «Яков Серебрянский» и «Сахаровский» (2020) изданные в серии Жизнь замечательных людей в издательстве «Молодая гвардия». Восемь таких книг как: «Тайные информаторы Кремля» (2001), «Тайные информаторы Кремля : Женщины в разведке», «Тайные информаторы Кремля. Нелегалы» (2002), «Тайные информаторы Кремля-2. С них начиналась разведка» (2003), «Разведчики : Герои Советского Союза и Герои России» и «Разведчицы» (2004), «Расстрелянная разведка» (2008), «Мастера разведки и контрразведки» (2009), «Вдали за линией фронта: внешняя разведка в годы войны» (2010) и «Нелегальная разведка» (2013) были написаны в соавторстве с Владимиром Николаевичем Карповым. 
В 2003 году за книгу «Тайные информаторы Кремля. Женщины в разведке» (2002),
Владимир Сергеевич Антонов был удостоен — Премии Службы внешней разведки Российской Федерации в номинации «за лучшие произведения в области литературы и искусства».
Скончался 7 мая 2020 года в Москве на 77-м году жизни.

## Премии
- Премия Службы внешней разведки Российской Федерации за лучшие произведения в области литературы и искусства — «за книгу "Тайные информаторы Кремля. Женщины в разведке"» (2003[5]).